# Константин Каменаров
Константин Каменаров е генерален директор на Българската национална телевизия (БНТ) от 1 септември 2017 до 24 април 2019 година.

## Биография
Роден е на 31 юли 1964 г. Завършва медицина, но никога не я практикува.
В началото на 1990-те години започва да работи в БНТ като репортер в централната новинарска емисия „По света и у нас“, след известно време започва работа в Ефир 2, където става водещ на новините. След това заема поста директор на новините в „По света и у нас“. През 1999 г. за близо четири месеца е говорител на правителството на Иван Костов. След това става говорител на мобилния оператор „Мобилтел“.
Между 2011 и 2013 г. е оперативен директор на БНТ. Явява се на конкурса за генерален директор на телевизията през 2013 г., но не печели. Между 2013 и 2017 г. работи като консултант и лобист към компанията „Ernst and Young“.
През август 2017 г. е избран от Съвета за електронни медии за генерален директор на БНТ. През април 2019 г. подава оставка, след като е осъден за шофиране след употреба на алкохол.

## Личен живот
Каменаров е съпруг на водещата на „По света и у нас“ Радина Червенова, с която са заедно от 1998 г.